# مهند عدنان درجال
مهند عدنان درجال (مواليد 1 يناير 1986) هو لاعب كرة قدم عراقي مقيم في قطر يلعب في خط الدفاع.
لعب سابقاً مع أندية المرخية و الخور و الوكرة و الريان و مسيمير و الشحانية و الشمال.
مهند درجال هو ابن لاعب المنتخب العراقي السابق و وزير الشباب و الرياضة العراقي الحالي عدنان درجال .

## روابط خارجية
- مهند عدنان درجال على موقع Soccerway.com (الإنجليزية)
- مهند عدنان درجال على موقع كووورة